# Фаст-фуд

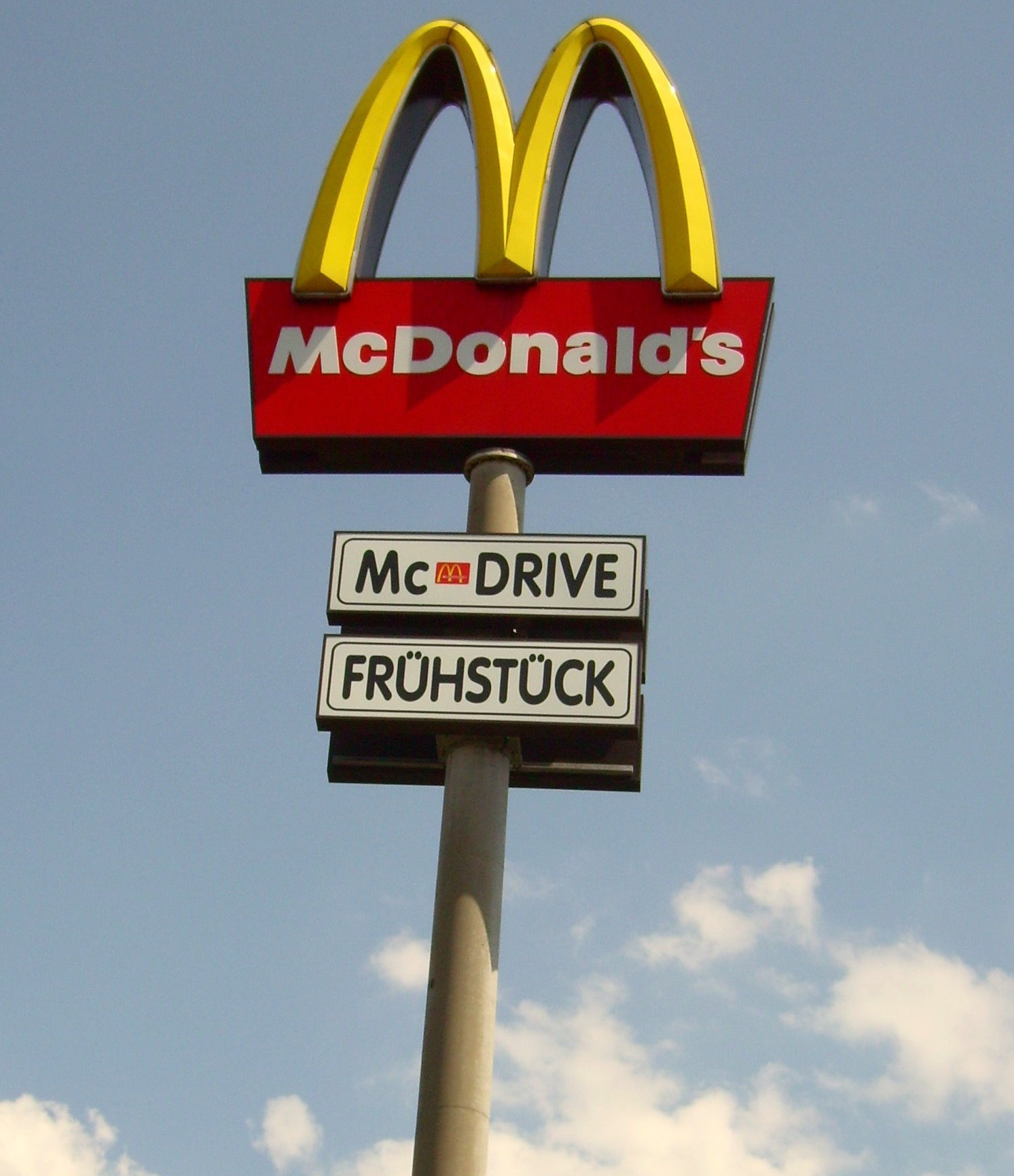
МакДональдз

Фастфу́д, фаст-фуд (МФА: [ˈfɑstˌ fud] — швидка їжа) — їжа масового виробництва, де час приготування та подачі значно зменшений. Споживання фаст-фуду відбувається за допомогою спрощених столових приладів або поза столом.
З економічної точки зору, фаст-фуд належить до сфери послуг, а з технічної — до виробництва «якраз вчасно».

## Історія
Страви швидкого приготування є елементами національної кухні багатьох країн (наприклад, італійська піца, американський гамбургер).
Ця послуга у сучасному світі є надзвичайно популярною, але фаст-фуд був відомий ще стародавнім римлянам і мав назву «термополія». Принцип недорогої та поживної їжі одразу знайшов своїх прихильників серед древніх. На сучасній території Риму мали місце маленькі намети, де відвідувачам пропонувалися свіжий хліб, м'ясо, фрукти та навіть солодощі. Яскравим прикладом цього є руїни в Помпеї. Також римляни першими в історії запропонували таку послугу, як доставка їжі додому замовника.
У 1920 році у Канзасі було відкрито перший ресторан швидкого харчування «White Castle». Головною стравою закладу були гамбургери. Відвідувачі із задоволенням їли недорогу їжу, всього 5 центів за порцію. Побоювання людей про шкідливість такої їжі були розвіяні хитрим маркетинговим ходом власника компанії (коли люди в білих халатах удавали, що навіть лікарі купують фаст-фуд).
Наприкінці 1940-х років, головним конкурентом для «White Castle» на американському ринку фаст-фуду стала компанія McDonald's. В 1956 році у США було 14 ресторанів McDonald's, в 1960 році — 228, в 1968 році — 1000, в 1975 році — 3076, в 1980 році — 6263, в 1984 році — 8300, в 1990 році — 11800. Зараз McDonald's налічує понад 30 000 закладів в 119 країнах світу.

## Причини популярності
- швидкість приготування (особливо у великих містах з насиченим ритмом життя);
- зручність споживання (фаст-фуд можна їсти як в закладах громадського харчування, так і вдома, на роботі, на вулиці);
- ціна (вартість страв значно нижча, ніж в традиційних ресторанах);
- реклама (використання ЗМІ різних маркетингових ходів для збільшення попиту).

## Склад фаст-фуду та вплив на здоров'я
При виготовленні фаст-фуду часто використовують багато харчових добавок, які негативно впливають на стан організму як дітей, так і дорослих. Завдяки висококалорійності, така їжа швидко втамовує відчуття голоду, але через низьку поживність у людей, які регулярно так харчуються, може розвинутись авітаміноз.
Фаст-фуди містять барвники, консерванти, емульгатори, регулятори кислотності, підкислювачі, загущувачі, стабілізатори, підсилювачі смаку, модифіковані крохмалі, поліпшувачі для борошна, розпушувачі, харчові ароматизатори, тому постійне харчування цими продуктами може призвести до розвитку гастриту, холециститу і панкреатиту.
Іноді причиною розвитку різних захворювань є, навіть, не хімічний склад продуктів, а те, що їжа цієї категорії споживається в поспіху, тобто їжа погано пережовується і погано перетравлюється організмом.
Також їжа швидкого приготування багата на трансжири. Вони знижують імунітет, збільшують ризик розвитку діабету, онкологічних захворювань, знижують кількість тестостерону.
Дбаючи про здоров'я своїх клієнтів, потужні на американському ринку корпорації «Nabisco» і «Unilever» (відомі в Україні як «Rama» і «Delmy») планують перейти на виробництво менш жирної продукції.
| Страви, виробник                                 | Кількість жирів | % жирів від денної норми | Насичені жири | Насичені жири (%) від денної норми | Транс-ізомери жирних кислот, г |
| ------------------------------------------------ | --------------- | ------------------------ | ------------- | ---------------------------------- | ------------------------------ |
|                                                  |                 |                          |               |                                    |                                |
| Картопля фрі, Mc Donald's                        | 19              | 29                       | 4             | 20                                 | 4                              |
| Картопля фрі, Burger King                        | 22              | 34                       | 6             | 30                                 | 7                              |
| Сандвіч з курчам, Burger King                    | 30              | 46                       | 6             | 30                                 | 2                              |
| Біг фіш сандвіч, Burger King                     | 31              | 48                       | 6             | 30                                 | 3                              |
| Чікен Макнаггетс, Mc Donald's (9 шматочків)      | 28              | 43                       | 6             | 30                                 | 3                              |
| Пиріг з курчам (Chicen Pot pie), KFC             | 31              | 48                       | 9             | 45                                 | 8                              |
| Обід з курчам (за оригінальним рецептом), KFC    | 52              | 80                       | 12            | 60                                 | 7                              |
| Кондитерські вироби                              |                 |                          |               |                                    |                                |
| Печиво Chip Ahoy, Nabisco (3 шт.)                | 7               | 11                       | 2             | 10                                 | 2                              |
| Крекери Rits, Nabisco (5 шт.)                    | 4               | 6                        | 1             | 5                                  | 1                              |
| Традиційні тістечка Donut, Dunkin' Donuts (1шт.) | 19              | 29                       | 5             | 25                                 | 6                              |

## Страви швидкого приготування

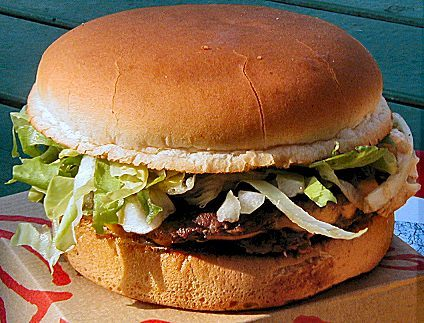
Гамбургер
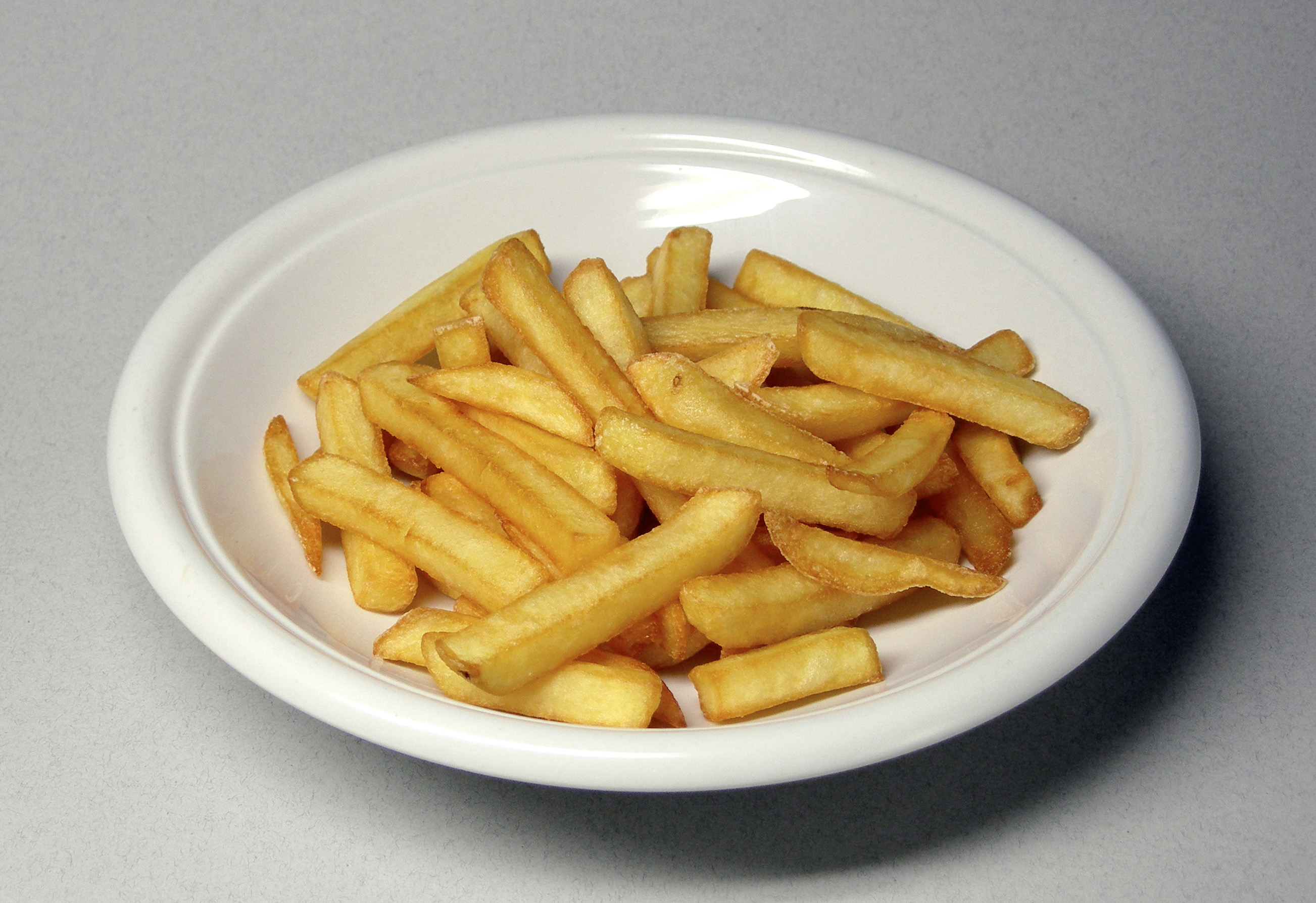
Картопля фрі
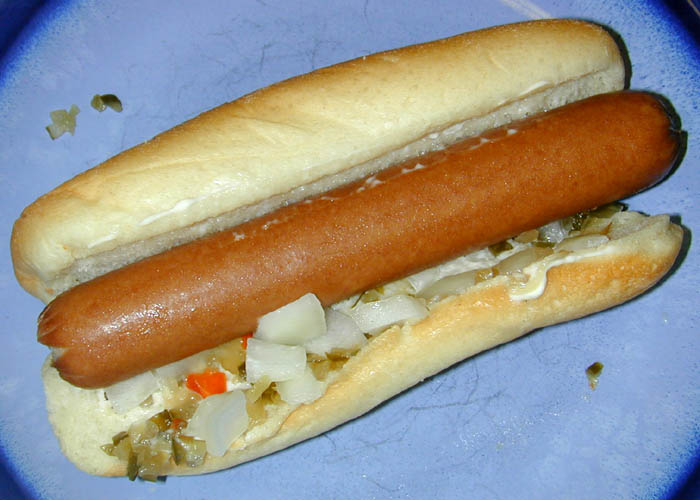
Хот-дог
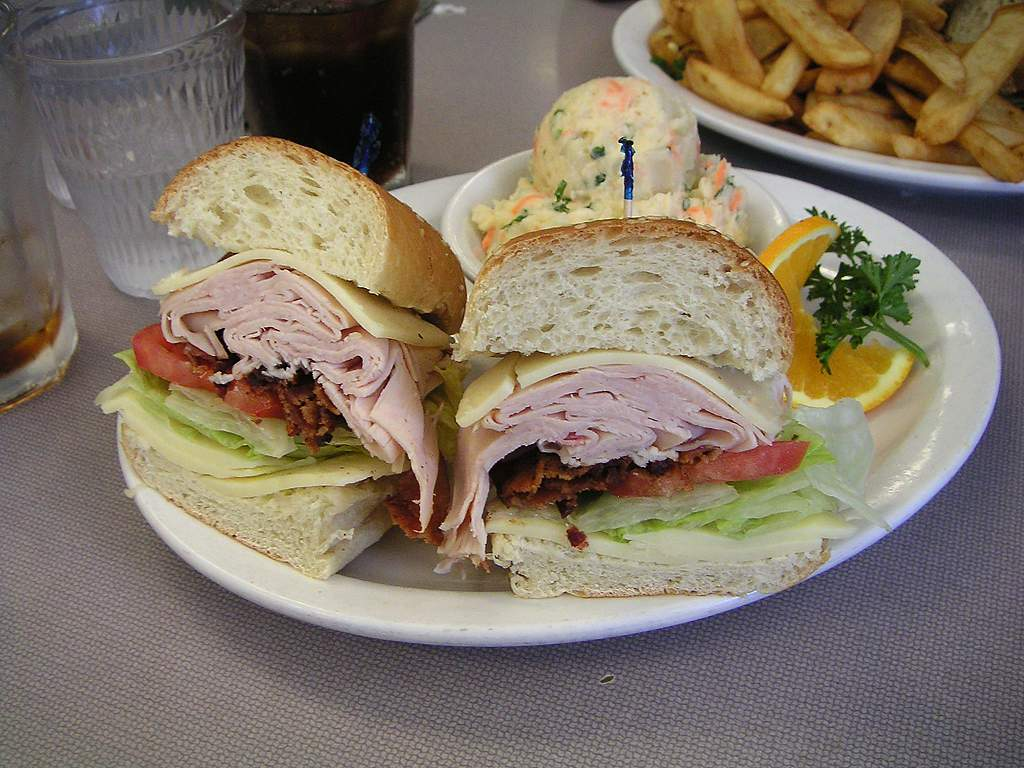
Сендвіч
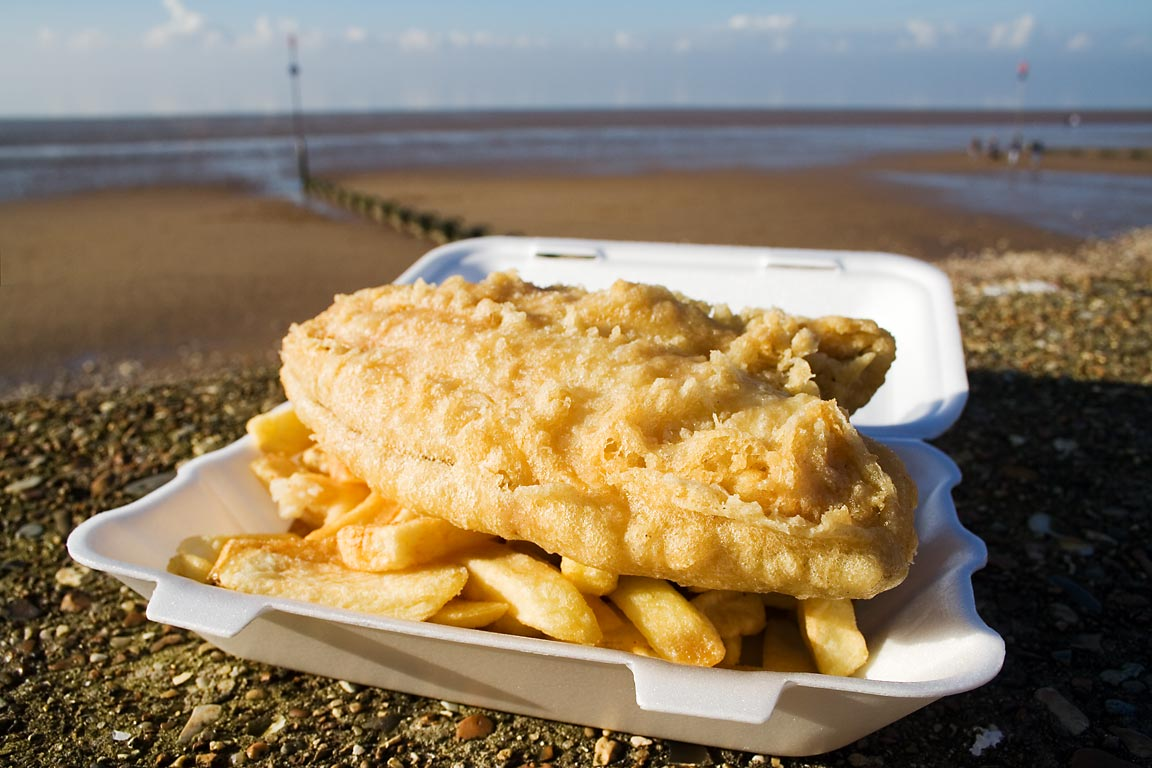
Риба та картопля фрі
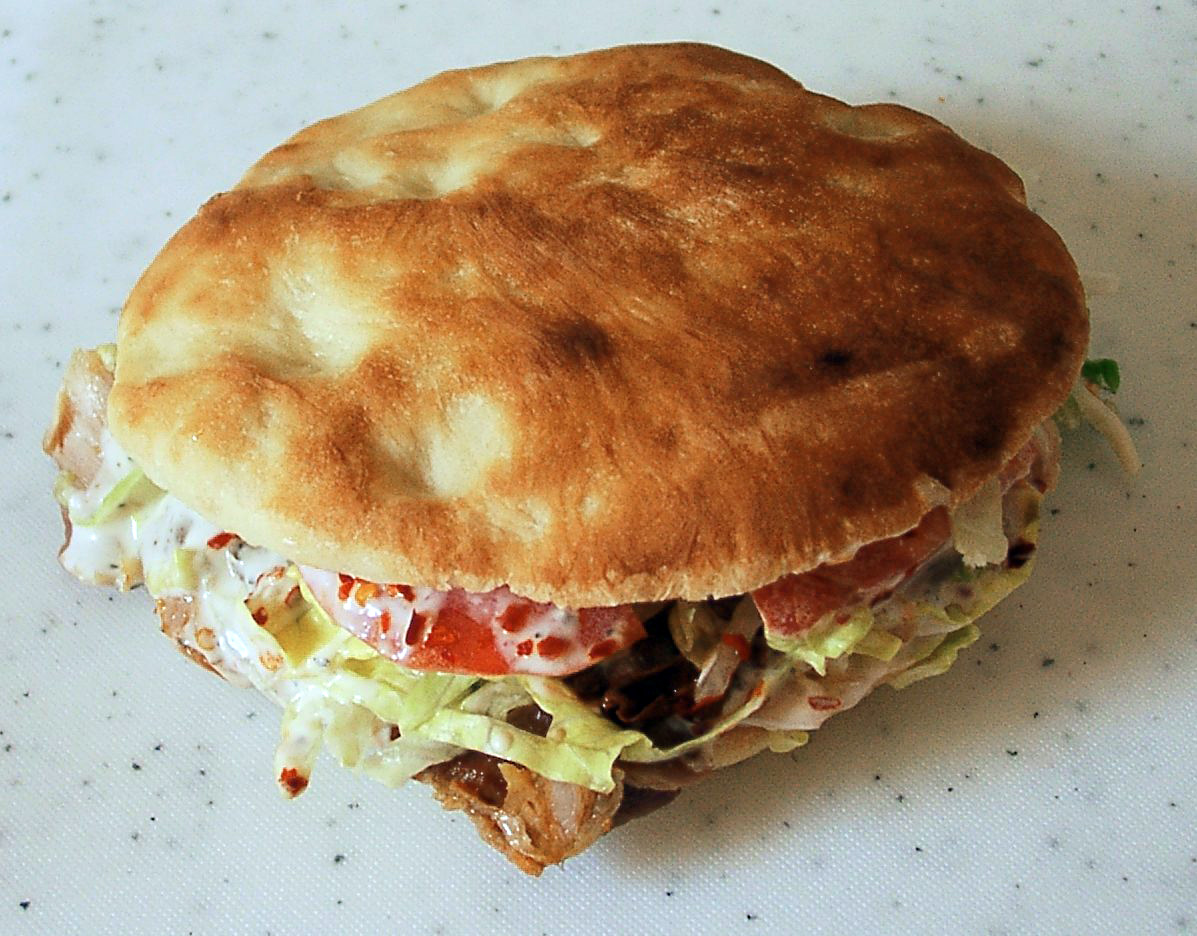
Дьонер-кебаб (також «шаурма»)
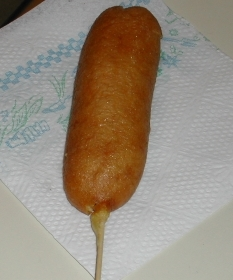
Корн-дог
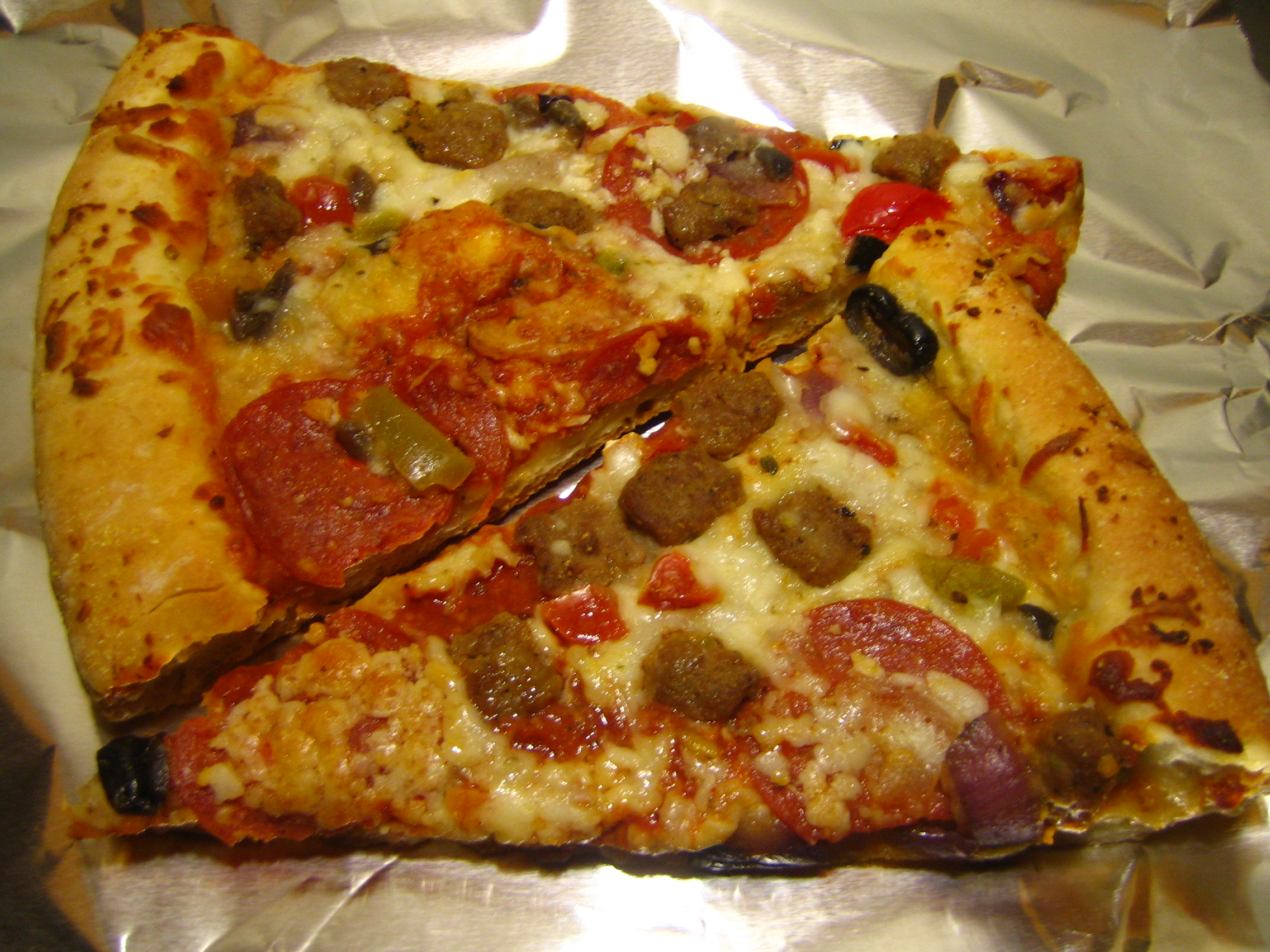
Піца
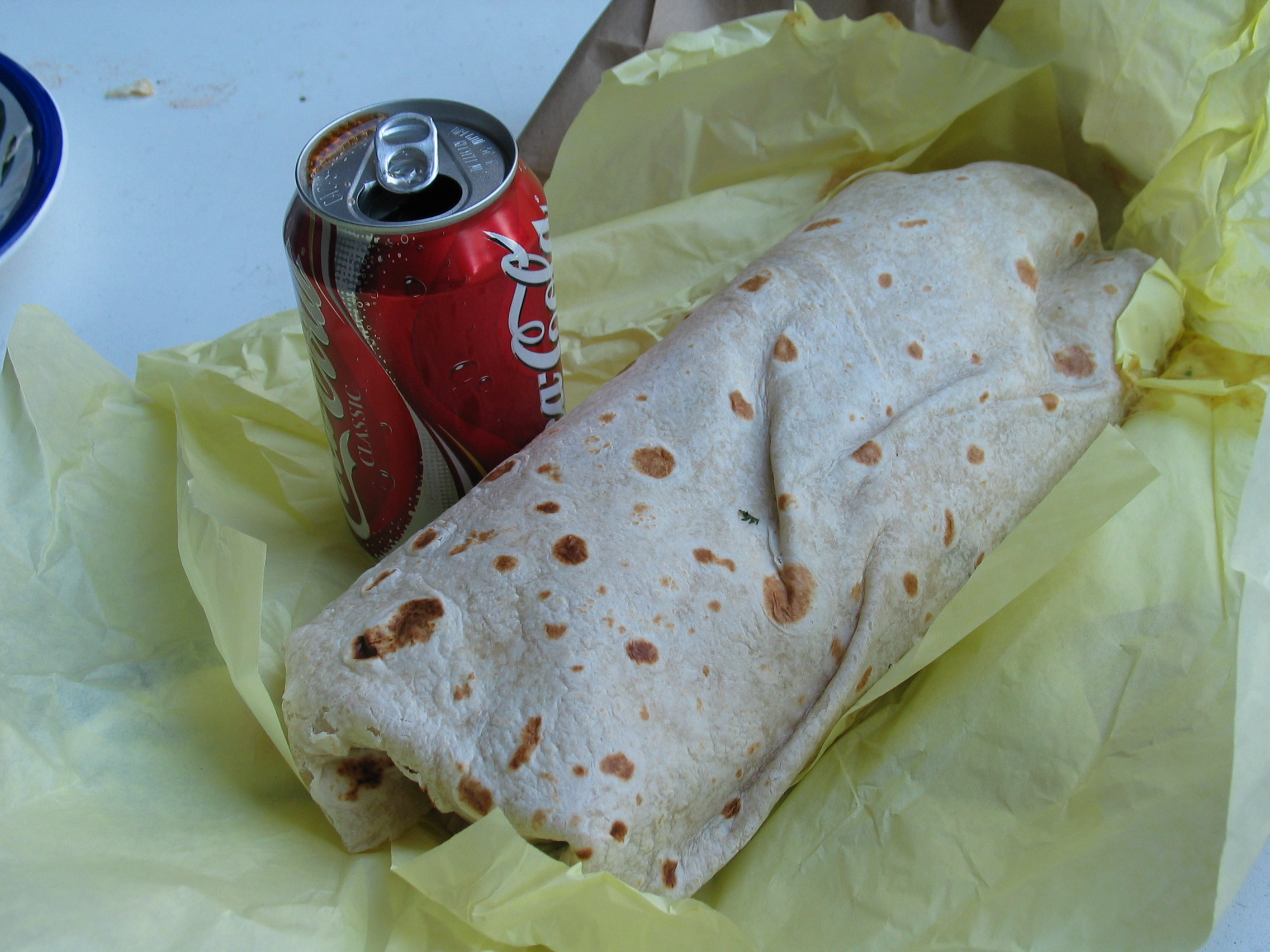
Буріто
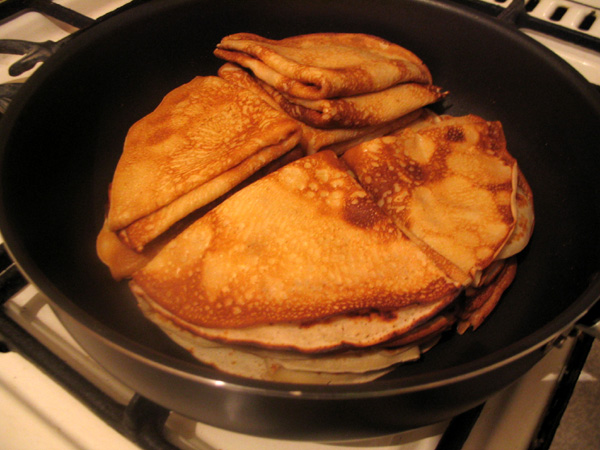
Млинці
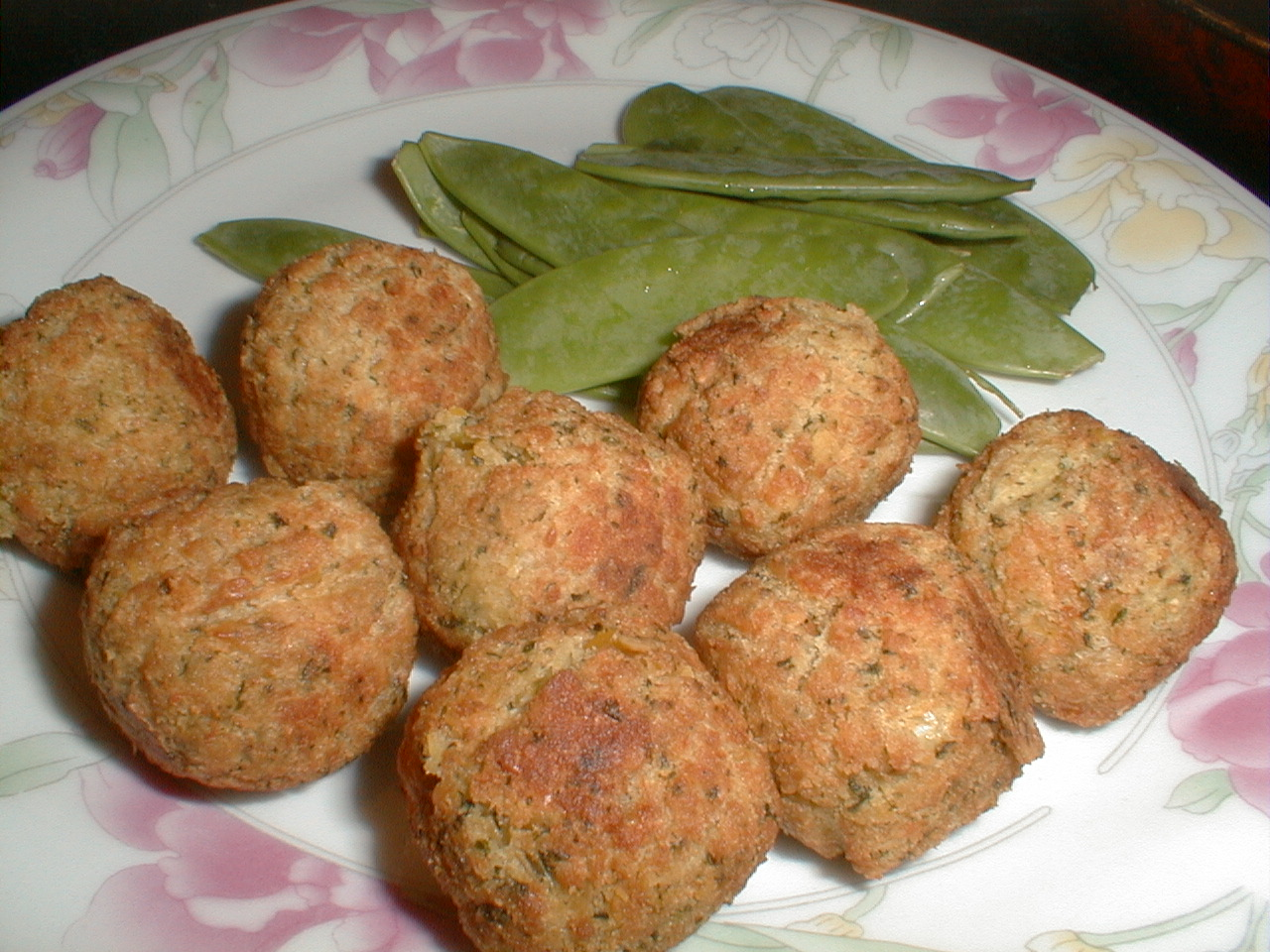
Фалафель
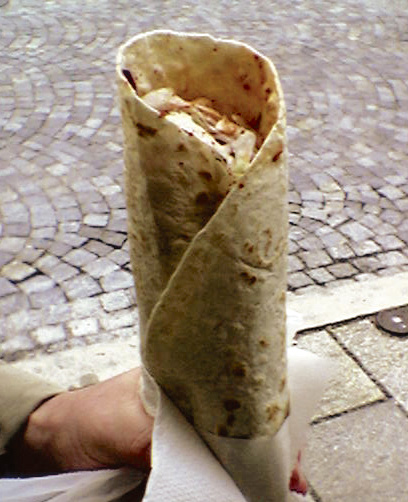
Кебаб

## Фільми
- «Подвійна порція» 2004, США
- «Нація фаст-фуду» 2006, США
- «Команда Фаст-фуд» 2007, США